# Santiago Tenango
Santiago Tenango là một đô thị thuộc bang Oaxaca, México. Năm 2005, dân số của đô thị này là 1782 người.